# Акумуляторний електромобіль

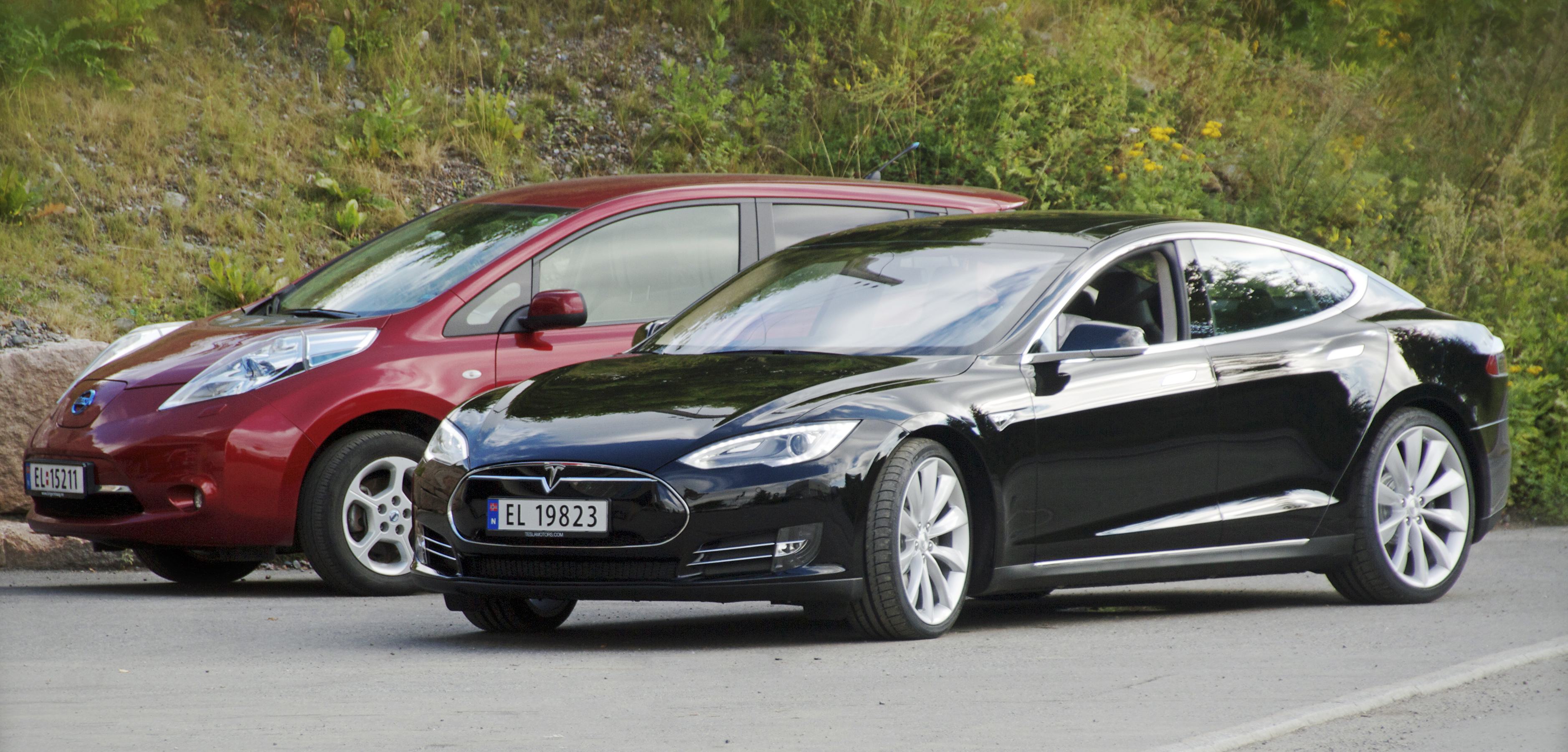
Nissan Leaf (ліворуч) і Tesla Model S (праворуч) були найбільш продаваними повністю електричними автомобілями в світі в 2018 році.

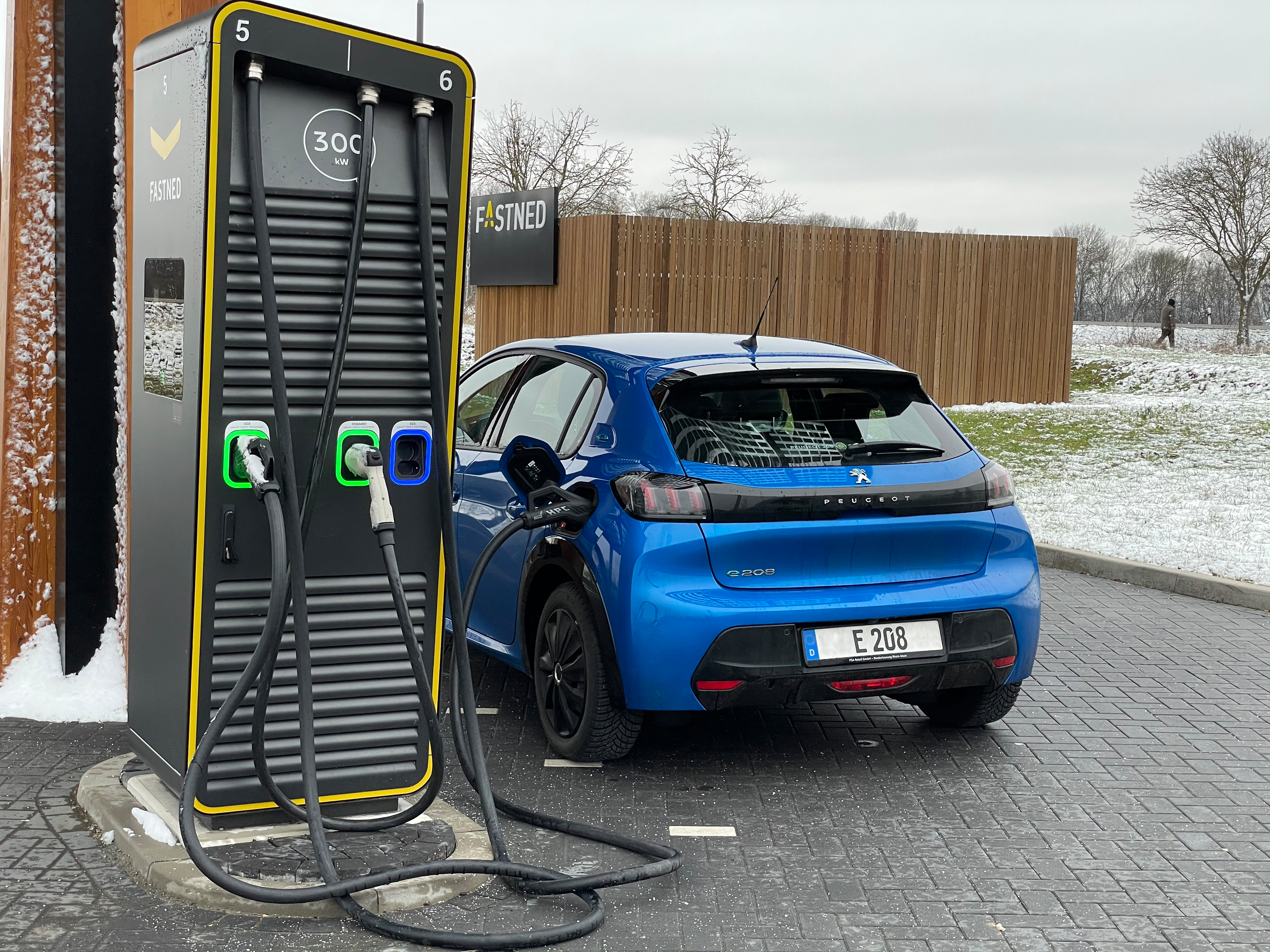
Зарядка Peugeot e208 на зарядній станції великої потужності

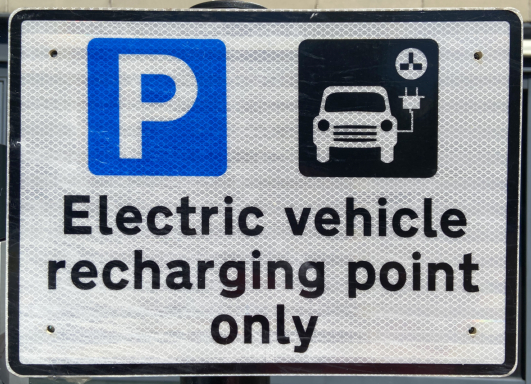
Точка зарядки

Електромобіль на акумуляторі (BEV - Battery Electric Vehicle (англ.)), повністю електричний транспортний засіб, виключно електричний транспортний засіб, повністю електричний транспортний засіб або повністю електричний транспортний засіб — це тип електричного транспортного засобу, який використовує виключно хімічну енергію, що зберігається в акумуляторних батареях, без вторинного джерела рушій (наприклад, водневий паливний елемент, двигун внутрішнього згоряння тощо). BEV використовують електродвигуни та електропривіди замість двигунів внутрішнього згоряння (ДВЗ) для руху. Вони отримують всю енергію від акумуляторних блоків і тому не мають двигуна внутрішнього згоряння, паливних елементів або паливного бака. До BEV належать (але не обмежуються) мотоцикли, велосипеди, скутери, скейтборди, залізничні вагони, гідроцикли, навантажувачі, автобуси, вантажівки та легкові автомобілі.
У 2016 році у світі щодня використовувалося 210 мільйонів електричних велосипедів. У вересні 2016 року загальний глобальний обсяг продажів легких електромобілів, здатних їздити по шосе, перевищив позначку в один мільйон одиниць. Станом на жовтень 2020 року найбільш продаваним повністю електричним автомобілем у світі є Tesla Model 3 із приблизно 645 000 продажів, за якою слідує Nissan Leaf із понад 500 000 продажів станом на вересень 2020 року.

## Історія
Протягом 1880-х років Гюстав Труве, Томас Паркер і Андреас Флокен створювали експериментальні електромобілі, але перші практичні електричні транспортні засоби з’явилися в 1890-х роках. У 1931 році розширили виробництво акумуляторних автомобілів, а до 1967 року Британія отримала найбільший парк електромобілів у світі.